# Pere Joan Nunyes
Pere Joan Nunyes, conegut per les seves obres com Petro Ioanne Nunnesio valentino (València, 1522/1529 — València, 12 de març de 1602), fou un humanista valencià que destacà com a filòsof, filòleg i rètor, però sobretot, com a pedagog.
Prestigiós professor universitari, els condicionants econòmics i la situació social el porten a seguir una vida itinerant entre les universitats de València, Saragossa i Barcelona, en les quals compagina la docència amb la publicació d'obres didàctiques. I en les dues tasques es nota la influència de Petrus Ramus que a poc a poc va matisant-se amb el decurs de la seva activitat universitària.

## Biografia
Neix a València, en data incerta, als anys vint del segle xvi, al si d'una família de la petita noblesa. Es desconeixen els noms dels seus progenitors, però se sap que era nebot de Jeroni Nunyes, senyor de Sempere i regent del Consell d'Aragó.

### Estudis
Inicia els seus estudis a la seva ciutat, però dels infantils no en queda cap testimoni. Entre 1540 i 1543, aproximadament, realitza els seus estudis de Gramàtica i Llatinitat a la Universitat de València, on Joan Navarro, en Oratòria, i Miquel Jeroni Lledesma, en grec, són els seus professors més destacats. En el trienni següent, de 1543 a 1546, estudia Arts, obtenint el grau de batxiller el 12 de maig de 1546, i el grau de mestre, una setmana després, el 19 de maig, i durant aquests anys destaca el mestratge en filosofia de Jaume Ferruz.
El 21 de maig de 1547, la Universitat de València proveeix dues càtedres de Grec per al curs 1547-1548, la primera a Jeroni Lledesma i la segona a Nunyes. Al curs següent, Nunyes passa a ocupar la primera càtedra, mentre Onofre Figueras ocupa la segona.
El 20 d'agost de 1550, Nunyes se'n va a París per estudiar a la Universitat, on arriba el 24 de setembre. Viatja acompanyat per altres estudiants, com Joan Martí Cordero i Jeroni de Mur, valencians com ell, o el mallorquí Miquel Thomàs de Taixequet i Fluixà. Els quatre visqueren junts a París uns dos mesos, i després Jeroni de Mur i Nunyes es traslladaren a una altra residència. A París sols estigué un curs acadèmic, i a l'estiu de 1551, per una malaltia, decideix tornar a València, acompanyat en aquesta ocasió per Jeroni de Mur. Dels professors que va tenir, entre ells Adrien Turnèbe, Omer Talon i Jacques Charpentier, destaca Petrus Ramus, el qual li deixà una profunda empremta en les seves idees.

### Un sexenni productiu a València (1552-1557)

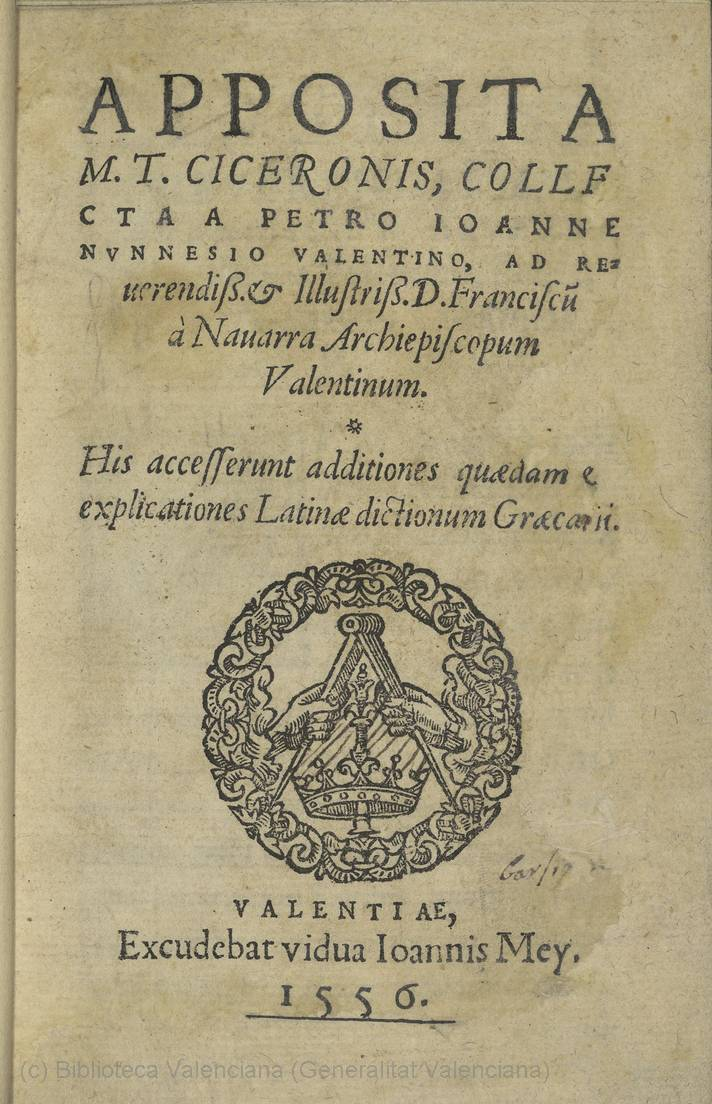
Portada de l'obra Apposita M.T. Ciceronis collecta (1556).

El curs 1552-1553 torna de professor a la Universitat de València, on es manté sis cursos i on cada any ocupa una càtedra diferent. El primer curs és nomenat catedràtic d'Oratòria, els tres cursos següents, de 1553-1554 a 1555-1556, és nomenat catedràtic d'Arts i, successivament, ocupa les càtedres de Súmules (Introducció a la Lògica), Qüestions (Lògica aristotèlica) i Filosofia (Filosofia Natural), i el curs 1556-1557 ocupa una càtedra de Gramàtica (Llatí i Grec). Dels alumnes que passen per les seves classes destaquen Miguel Zurita, fill de Jerónimo Zurita, el futur historiador Jerónimo Blancas, Bartomeu Josep Pasqual, que posteriorment fou professor de teologia a la universitat, i Pere Galès, que acabaria destacant com a filòsof i hel·lenista. En aquest període d'intensa activitat docent, igual d'intens fou el seu treball intel·lectual que es plasmà en la publicació de sis obres pròpies —Institutiones Oratoriae, De constitutione Artis Dialecticae libellus, Institutionum Physicarum IV libri priores methodicws ex decretio Aristotelis, Oratio de causis obscuritatis Aristoteleae et de illarum remediis, Institutiones Grammaticae Linguae Graecae i Apposita M. T. Ciceronis—, una edició crítica de l'Organon d'Aristòtil i de les Institutiones de Porfiri en dos volums i, també, dues traduccions, l'Anonymi compendium de Syllogismis i les Causae Naturales de Plutarc de Queronea. La seva obra fou eminentment didàctica, on les matèries impartides a la universitat són seguidament publicades com a llibres de text. Pel que fa a la seva afiliació metodològica s'ha d'advertir que les primeres dues obres pròpies publicades constitueixen una síntesi del pensament de Petrus Ramus en oratòria i en dialèctica.

### Professor itinerant (1557-1583)
Els jurats de la ciutat de Saragossa decideixen, el 12 de febrer de 1557, contactar amb Palmireno i Nunyes i oferir-les dues places a l'Estudi General de Saragossa per quatre anys, amb un sou de 125 lliures anuals, quintuplicant el salari que rebien a València. Deixa València, en part per raons econòmiques, però també enfastidit i atemorit pel rebrot d'intolerància contra els humanistes que havia promogut Joan Salaia, rector perpetu de la universitat i anti-erasmista convençut. Nunyes mou cap a Saragossa a l'abril del mateix any i a l'Estudi General ocuparà, els tres primers cursos la càtedra de Filosofia i el quart i darrer curs, la càtedra de Retòrica. Dels nombrosos deixebles que deixà destaca Gaspar Punter, que arribarà a bisbe de Tortosa. Acabat aquest darrer curs renuncia a continuar a Saragossa i, probablement, es trasllada a València.
A València estant, dels cursos 1561-1562 i 1562-1563 no se té cap notícia de les seves activitats. De tota manera podria haver-hi ocupat alguna càtedra de Gramàtica. El curs 1563-1564 ocupa la càtedra segona d'Oratòria amb un sou de 25 lliures anuals més un ajut de 25 lliures. L'ambient inquisitorial i el procés contra els seus amics Gaspar de Centelles i mossèn Jeroni Conques, el 1563, l'obliguen a sortir ràpidament de València.

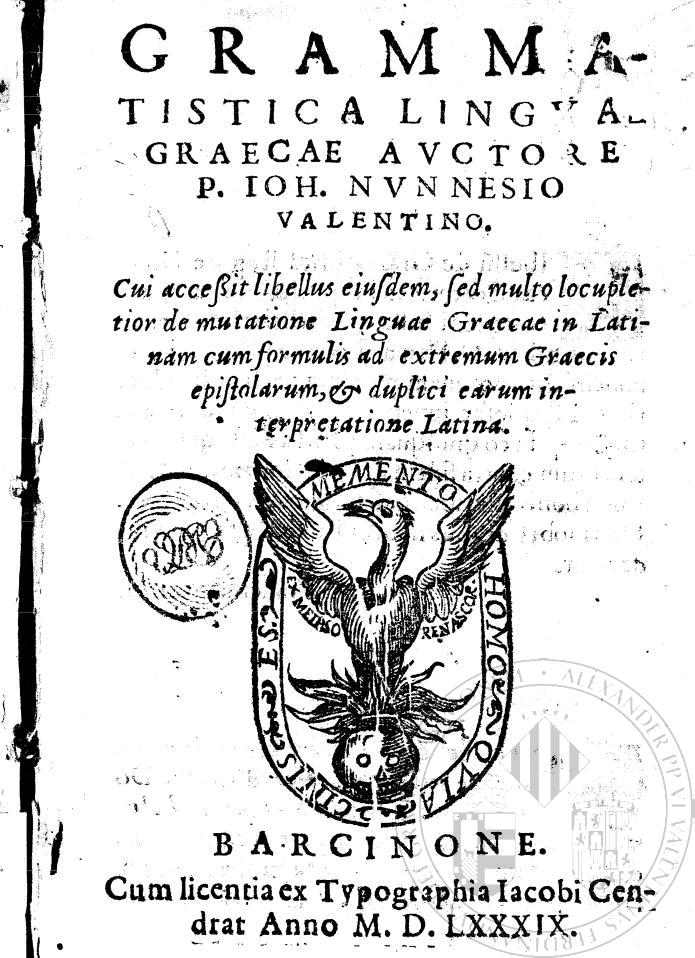
Portada de l'obra Grammatistica lingvae graecae (1589), segona edició de lAlphabetum Graecum de 1575.

Torna a Saragossa on fa classes a l'Estudi General des de 1363 fins a principis de 1368, tot i que manté una mala relació amb els jurats de la ciutat i ell mateix no es troba a gust. L'any 1568 es trasllada a Lleida, residint a casa del bisbe de la ciutat, el seu amic Antoni Agustí i, al mateix tremps, manté una certa vinculació amb l'Estudi General de Lleida. Des de finals de 1568 fins a 1572 els seus moviments no estan clars, amb períodes de residència a Lleida i un temps d'estada a Saragossa. D'allà es trasllada a Barcelona com a professor a l'Estudi General i fa classes de 1572 fins a 1580.
En aquest primer període barceloní publica, després de vint anys de silenci, tres obres noves —L'Alphabetum Graecum, les Institutiones Rhetoricae i les Tabulae Institutionum rhetoricarum— i una nova edició de la seva gramàtica grega. Aquests títols suggereixen que l'ensenyament que imparteix en les aules és el Grec i l'Oratòria.
El 15 d'abril de 1581 els jurats de València elegeixen a Munyos per a ocupar una càtedra d'Oratòria a l'Estudi General amb un sou anual de 200 lliures. Algunes dades semblen indicar que també ocupa una plaça de Grec. Tot i les immillorables condicions econòmiques sols es manté a València tres cursos i els motius, oberts a discussió, poden haver estat l'enveja, segons el seu biògraf i amic André Schott, o la volubilitat i l'arbitrarietat del mateix Nunyes, segons el seu deixeble Pere Galès.

### El segon període barceloní (1583-1598)
Aquests anys d'estança a Barcelona suposen la seva maduresa intel·lectual. A l'Estudi General ocupa les càtedres de Grec i Oratòria i, pel prestigi aconseguit, la provisió de les càtedres sempre es fa per designació directa amb un salari sempre superior al dels seus col·legues.
Aprofitant que el seu amic Antoni Agustí regeix l'Arquebisbat de Tarragona i, també, la relativa proximitat a Barcelona, el visita amb freqüència i passa breus temporades allà. En el palau arquebisbal coneix André Schott, amb qui manté una fecunda relació intel·lectual que es plasma en les notes de Nunyes incloses en l'edició i traducció al llatí de la Crestomatia de Procle que realitza Schott i, així mateix, es reconeix en la dedicatòria que Nunyes li ofereix Schott en l'edició crítica de l'Ecloga de Frínic i en les dades sobre la vida de Nunyes que recull Schott i que publica en els seus dos llibres sobre l'humanisme hispà: Hispaniae illustratae... scriptores varii i Hispaniae Bibbliotheca, seu de Academiis ac Bibliothecis.
En aquest període es mostra prolífic en la publicació de llibres, tant obres seves inèdites —De recta atque utili ratione conficiendi curriculi Philosophiae, i Ratio brevis et expedita conscribendi genera epistolarum illustriora—, reedicions com la Progymnasmata, reedicions significativament augmentades, fins a doblar la seva extensió, com els Institutionum Rhetoricarum libri quinque, la Grammatistica linguae Graecae o les Institutiones Grammaticae lingua Graecae. i edicions crítiques —la Vita Aristotelis i l'Ecloga de Frínic.

### Els darrers anys a València (1596-1602)
Major, cansat i, possiblement, malalt, Nunyes demana el 1596 llicència a la Universitat de Barcelona per a retornar a la seva terra. Aquest desig és afavorit per l'interès de Felip II perquè es continués gaudint dels coneixements de Nunyes i, així, el 31 de maig de 1598 ordena a l'Ajuntament de València que el contracte en la Universitat. Les condicions oferides per l'Estudi General són excel·lents: li creen una càtedra d'Oratòria, li excusen les absències, el nomenen inspector dels professors de Llatí, Grec i Filosofia i examinador dels alumnes aspirants a Arts i, com a colofó, li ofereixen 200 lliures anuals.
El 23 d'abril de 1599 encara ofereix una oració llatina en el teatre de la Universitat, davant la presència dels reis.
Mor el 12 de març de 1602.

## Aportació científica

### Retòrica
En la seva obra més important, els Institutionum Rhetoricarum libri quinque, Nunyes adapta la retòrica d'Hermògenes a la tradició llatina provinent de Ciceró. Utilitza l'obra d'Hermògenes per ser la més metòdica, i per tant, especialment apropiada a les necessitats de l'ensenyament. I tot i que inclou exemples llatins, retocs, supressions i canvis, no modifica l'orde de l'ensenyament, ja que aquest orde, per a Nunyes, és la manera més fàcil per a parlar i escriure amb correcció.
Juan Lorenzo Palmireno en De vera et facili imitatione Ciceronis (1560) el considera ciceronià i el qualifica com 'el príncep de l'eloqüència i la filosofia'.

### Filosofia

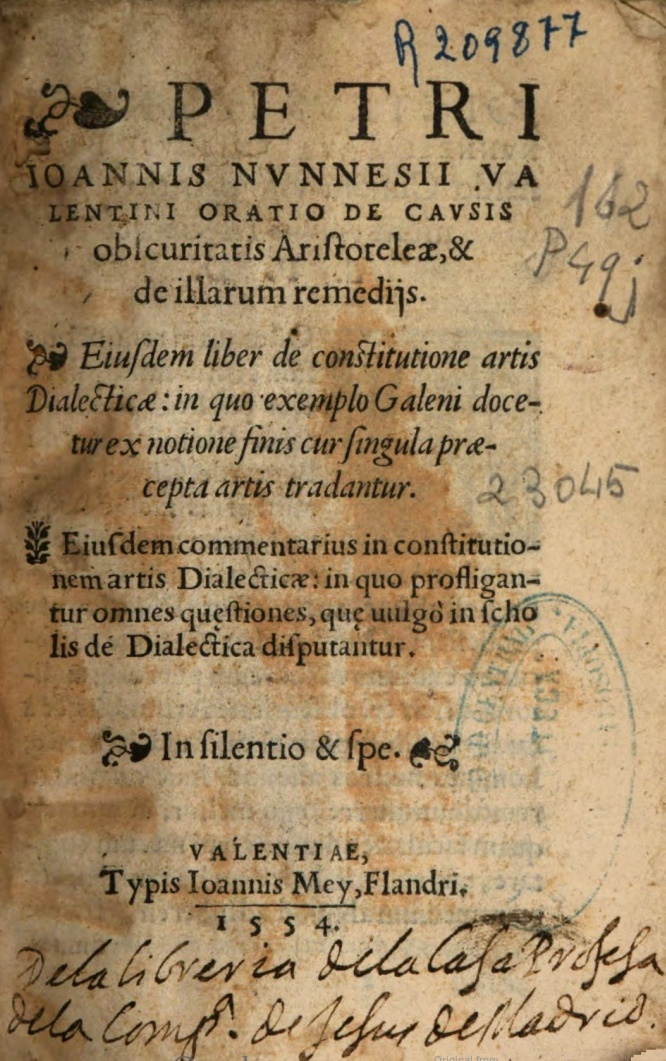
Portada de l'obra Oratio de causis obscuritatis Aristoteleae (1554).

Nunyes, en la seva primera època, intenta conciliar la postura anti-aristotèlica de Petrus Ramus, el seu mestre, amb l'ensenyament del mateix Aristòtil. També s'aprecia en aquesta etapa un apropament a Plató, seguint el platonisme que encara es manté en la tercera etapa de Ramus (1544-1554). De tota manera, Nunyes discrepa d'Aristòtil en un punt important: mentre que aquest considera que les parts de la lògica són tres (inventio, dispositio i elocutio), Nunyes sols reconeix les dues primeres com a integrants de la lògica, essent la tercera pròpia de la retòrica.
De Constitutione (1554) representa la primera època del seu pensament, clarament acostat a Ramus; mentre Institutionum Physicarum (1554), tot i ser publicat el mateix any, ja mostra indicis de la seva evolució posterior, i es distancia de Ramus en la qüestió del mètode. Serà amb la següent obra filosòfica que publica, molts anys després, De recta atque utili ratione conficiendi curriculi philosophiae (1594), quan es pot apreciar en Nunyes la seva plena adscripció al corrent aristotèlic, reconeixent i defensant les tres part de la lògica.

### Filologia
Nunyes fou autor de diversos treballs que el situaren com un excel·lent hel·lenista: l'edició, traducció i comentaris al glossari de les veus àtiques de Frínic, i els dos manuals dirigits als estudiants de grec: una gramàtica i un alfabet, aquest darrer molt important per ser un dels primers manuals espanyols on defensa, com ja ho van fer Erasme i Nebrija, la pronuncia antiga enfront de la neogrega o bizantina, i potser l'impulsor definitiu de la introducció d'aquesta pronúncia a les aules universitàries peninsulars.
En el tractament de les qüestions lingüístiques estableix dos nivells: una gramàtica especulativa, que apareix reflectida en De recta atque utili ratione conficiendi curriculi philosophiae (1594), on divideix l'oració, seguint a Aristòtil, en tres parts; i una gramàtica normativa, seguida en les Institutiones Grammaticae Linguae Graecae (1555), on divideix l'oració, com era usual en les gramàtiques de l'època, en 8 parts.
La seva gramàtica desenvolupa sols dues de les parts tractades tradicionalment, la morfologia i la sintaxi, i deixa les altres dues, l'ortografia i la prosòdia (fonètica), per a tractar-les en un opuscle diferent, l'Alphabetum, que en una edició posterior, anomenarà Grammatistica.

### Pedagogia
En l'àmbit de l'educació, amb el re-descobriment de la triada bàsica de la pedagogia humanista: natura, ars i exercitatio (natura o qualitats innates de l'individu, ensenyament o instrucció metòdica, i hàbit o pràctica), explicada en l'època clàssica en De liberis educandis de Plutarc, De oratore de Ciceró i Institutiones oratoriae de Quintilià, entre d'altres; Nunyes, seguint el pensament de Ramus, considera que el perfecte aprenentatge d'una disciplina s'aconsegueix mitjançant la conjunció de les tres parts: natura, ars i exercitatio, essent l'art l'eix central del procés, tal com ho explica en el Liber de constitutione artis Dialecticae de 1554, en les Institutiones rhetoricae, edició de 1593, o en De recta atque utili ratione de 1594.

## Obra

### Retòrica
- Institutiones Oratoriae collectae methodicΩs, ex institutionibus prioribus Audomari Talaei (1552).[34][35] Aquesta obra és una breu síntesi de l'obra homònima del seu professor de París, Omer Talon.[6]
- Apposita M. T. Ciceronis collecta (1556).[36] Reeditat als anys 1570, 1571 i 1588, significativament augmentat, com a Epitheta M. T. Ciceronis collecta.[37] Es tracta d'una edició dels Epítets ciceronians amb la versió llatina dels vocables grecs utilitzats per l'orador romà.[38]
- Institutiones rhetoricae ex progymnasmatis potissimum Aphtonii atque ex Hermogenis arte dictatae (1578).[39][40]
- Tabulae Institutionum rhetoricarum (1578).[41][42]
- Ratio breuis et expedita conscribendi genera epistolarum illustriora (1596).[43][44]

### Filosofia
- Oratio de causis obscuritatis Aristoteleae, et de illarum remedijs; Eiusdem liber de constitutione artis Dialecticae ...; Eiusdem commentarius in constitutionem artis Dialecticae ... (1554).[45][46] L'Oratio és la publicació d'un discurs pronunciat a l'Estudi el 16 de setembre de 1553, on explica els motius de la inintel·ligibilitat aristotèlica i propugna una depuració dels texts. A més a més, en la publicació s'inclouen dos tractats dialèctics: De constitutione, una introducció general a la Dialèctica, i el Commentarius, que tracta qüestions específiques d'aquesta matèria.[47]
- Institutionum Physicarum quatuor libri priores methodicws ex decretio Aristotelis (1554).[48][49]
- De recta atque utili ratione conficiendi curriculi philosophiae (1594).[50][51]

### Grec
- Institutiones Grammaticae Linguae Graecae (1555).[52][53] Gramàtica grega no gaire extensa però molt didàctica i centrada en les qüestions bàsiques, i que inclou una interessant exposició de dialectologia hel·lènica.[54]
- Alphabetum Graecum et de mutatione linguae Graecae in Latinam (1575).[55][56]

### Edicions crítiques
- Ioachimi Perionii Benedictini Cormoeriaceni, in Porphyrii institutiones, et in universum Aristotelis Organum versio; eiusdem in eosdem libros observationes (1553).[57][58]
- Anonymi compendium de Syllogismis (1553).[59][60]
- Aristotelis de demostratione, sive de secvnda parte analvtikΩn libri duo Nicolao Grouchio Rhotomagensi interprete; Ioachimi Perionii Benedictini Cormeriaceni in eosdem libros observationes. Alterum Corpus (1554).[61][62]
- Plutarchi Chaeronei Causae naturales (1554).[63][64] Traducció al llatí d'Aetia Physica, una de les parts de les Moralia de Plutarc, amb marcacions finals.[65]
- Phrynichi epitomae dictionum atticarum libri III, sive Ecloga (1586).[66][67] Edició, traducció i comentaris al glossari de les veus àtiques de Frínic.[68]
- Chrestomathia poetica de Procle (1585).[69][70]
- Vita Aritotelis (1594).[71][72]
- Fragmentum scriptoris incerti antea Censorino tributum (1615).[73][74]